# Too Much (zespół muzyczny)
Too Much – japoński hard rockowy zespół muzyczny działający od 1970 do 1971 r.
Zespół założył w 1970 r. gitarzysta z Kobe Tsutomu Ogawa (wł. Junio Nakahara), który zaangażował do współpracy wokalistę Juni Rusha i Hideya Kobayashi i Aoki Masayuki. Latem 1970 r. muzycy podpisali umowę z Atlantic Records i zaczęli nagrywać własne utwory, które były dobrze przyjmowane przez publiczność na koncertach. Grupa wydała jeden album Too Much (1971 r.), pozytywnie przyjęty przez publiczność i krytyków. Zaraz po wydaniu albumu zespół uległ rozwiązaniu.